# Piotr Chodorski
Piotr Chodorski (ur. 10 grudnia 1991) – polski tenisista stołowy. Występuje w klubie KS Spójnia Warszawa. Pierwszym klubem Chodorskiego był UKS 12 Wrocław.

## Osiągnięcia
- Brązowy medalista Mistrzostw Europy Kadetów w singlu (Praga 2005)
- Wicemistrz Europy kadetów w deblu w parze z Patrykiem Chojnowskim (Praga 2005)
- Złoty medalista w Młodzieżowych Mistrzostwach Czech Juniorów w deblu w parze z Pawłem Fertikowskim (Hluk 2006)
- Złoty medalista Ogólnoposlkiej Olimpiady Młodzieży (Ostróda 2006) w grze pojedynczej i srebrny w deblu w parze z Jakubem Dorocińskim
- Potrójny złoty medalista Polish Youth Open w Cetniewie (w grze pojedynczej, w deblu w parze z Chorwatem Borna Kovacem i w turnieju drużynowym) (2006)
- Drużynowy Mistrz Polski w rozgrywkach ligowych z zespołem Odra Księginice (2006)
- Mistrz Europy Kadetów (Sarajewo 2006) w grze podwójnej w parze z Chorwatem Borna Kovacem oraz ćwierćfinalista w grze pojedynczej
- Srebrny medalista Mistrzostw Polski Juniorów (Brzeg Dolny 2007) w deblu w parze z Kamilem Michalikiem
- Srebrny medalista w turnieju z cyklu Global Junior Circuit w grze pojedynczej oraz srebrny w turnieju drużynowym (razem z Pawłem Fertikowskim i Patrykiem Chojnowskim) (Cetniewo 2007)
- Srebrny medalista Mistrzostw Europy Juniorów w deblu w parze z Robertem Florasem (Praga 2009)
- Srebrny medalista Mistrzostw Polski Seniorów w grze podwójnej w 2015 z Nestorem Wasylkowskim
- Brązowy medalista Mistrzostw Polski Seniorów w grze mieszanej w 2017 z Anną Węgrzyn
- Brązowy medalista Mistrzostw Polski Seniorów w grze pojedynczej w 2019
- Srebrny medalista Mistrzostw Polski Seniorów w grze podwójnej w 2020 z Filipem Szymańskim
- Srebrny medalista Mistrzostw Polski Seniorów w grze podwójnej w 2021 z Tomaszem Lewandowskim